# Il Settimanale
Il Settimanale è stata una rivista di politica, cultura, economia e attualità fondata da Edilio Rusconi. Fu pubblicata a Roma a partire dal 1974, quindi a Milano, edito dalla Società editrice Europa di Pietro Zullino, dal n. 37 del 1977.

## Storia
La rivista, popolare, ad alta tiratura, ebbe come caporedattore Franco Finaldi; tra i redattori vi furono Pietro Zullino (che poi divenne direttore), Giovanni Cavallotti e Natale Gilio. Galeazzo Santini, proveniente dal settimanale Successo, diresse la pagina economica, poi sostituito da Giano Accame. Ad Alfredo Cattabiani fu affidata la direzione della pagina culturale. Il primo numero, che apparve nel novembre 1974, ricevette reazioni contrastanti da parte dell'opinione pubblica; sul settimanale Il Borghese la rivista fu tacciata di vago "centrismo". Il Settimanale fu diretto da Nando Sampietro, già direttore di Epoca, e in seguito da Ignazio Contu, già notista politico del quotidiano La Notte. Nel 1981 fu acquisito da Massimo De Carolis, ex deputato della destra DC, e le pubblicazioni seguirono per qualche anno.

## Direttori
- Nando Sampietro
- Ignazio Contu
- Pietro Zullino